# 大阪府立長野北高等学校
大阪府立長野北高等学校（おおさかふりつ ながのきた こうとうがっこう、英称：Osaka Prefectural Naganokita High School）は、大阪府河内長野市にあった公立高等学校。通称は「長北」。

## 概要
1974年に開校したが、2021年3月に大阪府立長野高等学校に機能統合される形で閉校となった。開校から閉校まで全日制普通科を設置していた。1年生では35人学級編成（大阪府立高校では40人学級が標準）をおこなっていた。
閉校後は大阪府立長野高等学校に記念室が開設されている。
校章は、長野北高等学校の「北」を表現しつつ、石川の清流を思わせる真中の縦の線を有する六つの稜に、「高」の字を浮きあがらせている菊（河内長野市の市の花に指定）を重ねたデザインを採用している。
校地は、かつての大阪陸軍幼年学校の跡地にもあたる。戦後、学校開校前までは河内長野市の市民グラウンドとしても活用されてきた。

## 沿革
高校生急増期を背景に、1973年に河内長野市に2校目の大阪府立高等学校を設置する方針が決まった。準備作業や大阪府条例改正を経て、翌1974年1月1日付で大阪府立長野北高等学校が設置され、同年4月に開校した。
大阪府教育委員会は2017年11月17日の教育委員会議において、府立学校条例の高等学校再編基準（3年連続定員割れ）に該当した長野北高等学校の生徒募集を2019年度入学者選抜から停止し、その機能を大阪府立長野高等学校に統合する再編整備案を議決・承認した。機能統合は2019年度から実施された。
長野北高等学校は2019年度より募集停止となり、最終学年の卒業生を出した2021年3月末日をもって閉校となった。総卒業生徒数は13916人。 

### 年表
- 1973年 - 大阪府教育委員会事務局で設置準備事務を開始。
- 1974年1月1日 - 大阪府立高等学校設置条例の改正により大阪府立長野北高等学校が発足。
- 1974年4月1日 - 開校。
- 1995年4月1日 - 「学童・生徒のボランティア活動普及及び事業協力校」の指定を受ける。
- 2019年 - 生徒募集停止。大阪府立長野高等学校に機能統合される。
- 2021年2月26日 - 最終学年の卒業式および閉校式を実施。
- 2021年3月31日 - 閉校。同窓会解散。

## 交通
- 南海バス 木戸東町バス停 すぐ。
- 南海高野線千代田駅 北東へ約1km。
- 近鉄長野線汐ノ宮駅 北西へ約1.3km。

## 出身者
- 長谷川義史 - イラストレーター、絵本作家
- 小野坂昌也 - 声優
- 西浦真帆 - タレント